# Szász Béla (műfordító)
Szemerjai Szász Béla (Nagyenyed, 1840. április 23. – Kolozsvár, 1898. július 7.) egyetemi tanár, költő, műfordító. A Magyar Tudományos Akadémia levelező tagja és a Kisfaludy Társaság tagja.
Id. Szász Károly (1798–1853) nagyenyedi tanár és Münstermann Franciska fia; Szász Károly (1829–1905) író, református püspök öccse; Szász Béla tanár (1872–1944) apja.

## Élete
A gimnáziumot Budán a piaristáknál, Pesten az ágostai hitűeknél, Marosvásárhelyt és Nagyenyeden a reformátusoknál végezte. Innen 1859-ben a pesti református teológiai tanintézetbe ment és annak négyéves tanfolyamát hallgatta. 1863 őszén a jénai egyetem filozófiai karán, 1864–1865-ben az Utrechti Egyetemen folytatta tanulmányait. 1865 tavaszán kinevezték a marosvásárhelyi főiskola bölcseleti tanszékére, de a tanév végéig Utrechtben maradt, majd Hollandiát, Londont és Németország egy részét bejárva tért haza. Marosvásárhelyt a gimnáziumban és jogakadémián bölcseletet és magyar irodalmat tanított.
A Kisfaludy Társaság 1868-ban választotta tagjai közé. 1870 végén meghívták a Kolozsvárt alapított Kelet című politikai és közgazdasági napilap szerkesztésére; ekkor Kolozsvárra költözött, ahol a református főiskolán filozófiát tanított. 1872-ben az akkor megnyitott kolozsvári egyetemre a bölcsészet rendes tanárának nevezték ki. Három ízben a bölcsész kar dékánja és az 1890–1891-es tanévben az egyetem rektora volt. 1883-ban a Magyar Tudományos Akadémia megválasztotta levelező tagjának. Az 1880-as évek végén idegbántalmak támadták meg és 1895 januárjában nyugalomba vonult. Az Erdélyi Múzeum Egylet történeti szakosztályának alelnöke és az Erdélyi Irodalmi Társaság rendes tagja volt.

## Munkássága
Filozófiai tanulmányai és a külföldi irodalmakban való jártassága kifejlesztették művészi érzékét, témáit szigorú önkritikával dolgozta fel. Költőként Longfellow tanítványa. Líráját a bölcselet és a költészet összekapcsolása jellemezte, filozófiája vallásos világnézetén alapult. Nem lett népszerű költő, mert kortársai idegenkedtek a filozofikus elemektől. Versei Kolozsvárt, két kötetben jelentek meg (A kandalló előtt, 1875; Szász Béla költeményei, 1883).
A Kisfaludy Társaságban a kortársait ostorozó A szabadelvűek című szatirikus költeménnyel (1870) foglalta el székét. Ebben a kiegyezést, az 1867. évi alkotmányt védve fordult a baloldali politika ellen. A szatíra felolvasása a Kisfaludy Társaságban vitát keltett. Tóth Kálmán felszólalt a költemény politikai iránya ellen, Gyulai Pál és Szász Károly kijelentették, hogy a költőktől nem lehet elvitatni a társadalmi kérdések ostorozásának jogát.
Filozófiai művek fordítójaként John Stuart Mill művének fordítása (A deduktív és induktív logika rendszere) állította a legnehezebb feladat elé, mert a magyar filozófiai szaknyelv csak néhány évtizeddel később érte el modern fejlettségét. Jelentősek irodalmi műfordításai: Thackeray két regényét és Longfellow költeményeit ültette át magyarra.
Cikkei, versei és versfordításai jelentek meg többek között a Hölgyfutárban (1860-64. költ., 1864. Hugo Viktor emlékirataiból); a Lisznyay-Albumban (1863); a Vasárnapi Ujság csaknem minden évfolyamában (1863-tól), az Erdélyi Protestáns Közlönyben, a Magyar Ember Könyvtárában (IV. 1863. Magyar László utazása Afrikában), a Részvét Könyvében (1863), a Sárospataki Füzetekben (1865. Fichte János Tódor Gottlieb), a Budapesti Szemlében (1865. Fischer Kunó Goethe Faustjáról), a Fővárosi Lapokban (1865. Jenai élet, Séta Utrechtben, 1866. London utcáin); a Marosvásárhelyt megjelent Székely Közlönynek 1867–68-ban főmunkatársa volt; a Család és Iskolában (1883. Az iskolai takarékpénztárakról, különnyomatban is), a Kisfaludy Társaság Évlapjaiban (Új F. X., XII., XIX. 1884); a Keleti Virágokban (1889).

## Munkái
- Esmond Henrik. Thackeraytól, ford. Pest, 1862–1863. Négy kötet. (Bátyjával, Szász Károllyal.)
- A tudalom kérdése. Tanári beköszöntő beszéd. Kolozsvár, 1866.
- A négy György. Thackeraytól, ford. Pest, 1867. (2. kiadás. Budapest, 1893.)
- Az élet a halálban.  Halotti beszéd Makfalvi Dósa Elek koporsója fölött. Marosvásárhely, 1868.
- A szabadelvüek. Szatira. Székfoglaló. Pest, 1870. (Különnyomat a Kisfaludy Társaság Évlapjaiból.)
- A deductiv és inductiv logika rendszere. Írta Mill John Stuart. Ford. Budapest, 1874–1877. Három kötet.
- A kandalló előtt. Elbeszélő költemények. Kolozsvár, 1875.
- Deák Ferenc emlékezete. Kolozsvár, 1876.
- Szász Béla költeményei.  Kolozsvár, 1883.
- A reflexiv és valláserkölcsi elem a költészetben s Longfellow. Akadémiai székfoglaló. Budapest, 1884. (Értekezések a nyelv- és széptudomány köréből XII. 3.).
- Anglia története korunkban. Mc Carthy Justus után ford. Budapest, 1885–87. Három kötet.
- Az erkölcs metaphysikájának megalapítása. Írta Kant Emmanuel, ford. és bevezetéssel ellátta. Kolozsvár. (Külön nyomat az Erdélyi Múzeumegylet bölcs-, nyelv- és tört.-tud. szakosztálya kiadványai II. kötetéből.)
- A philosophiai facultásról. Rektori értekezés. Kolozsvár, 1887. (Az egyetem Actái és a Magyar Philosophiai Szemle.)
- A philosophia mint bűntárs. Dr. Öreg János „Erkölcsiség szabadakarat nélkül” című művének bírálata. Kolozsvár. (Különny. az Erdélyi Múzeumegylet kiadványai VI. kötetéből.)
- Egy veszedelmes nagy tévedés. De Gerando Antonina „A női élet” című könyvének ismertetése és bírálata. Kolozsvár, 1892.
- Longfellow költeményeiből. Makkabeus Judás, Pandora és kisebb költemények. Budapest, 1897.

Szerkesztette és tulajdonosa volt a Székely Hirlap című politikai és vegyestartalmú közlönynek 1869-70-ben Marosvásárhelyt; szerkesztette Kolozsvárt a Keletet 1871-től 1874-ig.